# Холзаков, Андрей Владимирович
Андрей Владимирович Холзаков (род. 13 ноября 1961, Ижевск, Удмуртская АССР) — российский военачальник, генерал-лейтенант, заместитель командующего Воздушно-десантными войсками РФ по миротворческой деятельности и коллективным силам оперативного реагирования (сентябрь 2019).

## Биография
Андрей Владимирович Холзаков родился 13 ноября 1961 года в городе Ижевск, Удмуртская Республика. С 1981 года курсант 1 роты Рязанского высшего воздушно-десантного командного училища им. Ленинского комсомола, которое окончил в 1985 году.
В Воздушно-десантных войсках прошёл должности от командира парашютно-десантного взвода до командира десантно-штурмового полка. Дважды выполнял воинский долг в Афганистане, принимал участие в контртеррористической операции на Северном Кавказе.
С 1996—1999 год — слушатель Военной академии им. М. В. Фрунзе.
с 1999—2002 год — командир 56 гвардейского десантно-штурмового полка 20 гвардейской мотострелковой дивизии СКВО (г. Камышин).
С 2002—2005 год — начальник штаба — заместитель командира 19-й мотострелковой дивизии 58-й общевойсковой армии Северо-Кавказского военного округа.
С июня 2005 по 2009 год занимал должность командира 102-й военной базы расположенной в районе армянского города Гюмри, Армения.
В 2009 году назначен на должность заместитель командующего Воздушно-десантными войсками Российской Федерации по воздушно-десантной подготовке.
Указом Президента России от 30 июля 2013 года Холзаков назначен заместителем командующего Воздушно-десантными войсками Российской Федерации, после назначения генерал-лейтенанта Ленцова Александра Ивановича на должность заместителя главнокомандующего Сухопутными войсками РФ.
С сентября 2019 — занял должность заместителя командующего Воздушно-десантными войсками РФ по миротворческой деятельности и коллективным силам оперативного реагирования, после назначения генерал-майора Концевого Анатолия Георгиевича на должность заместитель командующего ВДВ РФ.
В марте 2020 года окончил курсы повышения квалификации для высшего командного состава Военной академии Генерального штаба Вооружённых сил Российской Федерации.
Является Президентом региональной общественной организации «Удмуртское землячество» в Москве.
Участник военной операции в Сирии.

## Награды
- Орден «За заслуги перед Отечеством» 4 степени с мечами[6]
- Орден Жукова[6][7]
- Орден Мужества
- Орден Мужества
- Орден «За военные заслуги»
- Орден Почёта
- Орден Красной звезды
- Орден Красной звезды
- Медаль ордена «За заслуги перед Отечеством» 1 степени
- Медаль ордена «За заслуги перед Отечеством» 2 степени
- Юбилейная медаль «70 лет Вооружённых сил СССР»
- Медаль За воинскую доблесть» 1 степени
- Медаль «За отличие в военной службе» 1 степени
- Медаль «За отличие в военной службе» 2 степени
- Медаль «За безупречную службу» 3 степени
- Медаль «200 лет Министерству обороны»
- Медаль «Генерал армии Маргелов»
- Медаль «За возвращение Крыма»
- Медаль В память 25-летия окончания боевых действий в Афганистане
- Медаль «Участнику военной операции в Сирии»
- Медаль 75 лет Воздушно-десантным войскам
- Знак Воин-Интернационалист
- Медаль «Маршал Баграмян» (Армения)
- Медаль «Воину интернационалисту от благодарного афганского народа» (Афганистан)